# Memo from Turner
Singles de Mick Jagger
State of Shock
(1984)
Memo from Turner est une chanson de Mick Jagger, chanteur des Rolling Stones, en solo. Sortie en single en 1970, la chanson comportant la guitare slide de Ry Cooder est extraite de la bande originale du film Performance dans lequel Jagger interprète le rôle de Turner, une rock star recluse.
Une version enregistrée par les Rolling Stones apparait sur l'album Metamorphosis en 1975.

## Enregistrements et versions
Il existe tois versions de Memo from Turner enregistrées, dont deux d'entre elles sont officiellement publiées.
La première version, qui n'est pas officiellement publiée, est une version lente et sale enregistrée par les membres du groupe Traffic. Il présente Steve Winwood sur tous les instruments à l'exception de la batterie, qui est jouée par Jim Capaldi.
La deuxième version, sortie sur l'album Metamorphosis en 1975 par ABKCO, le label d'Allen Klein, qui a récupéré les droits des chansons des Rolling Stones des années 1960, est une version différente enregistrée par les Rolling Stones en novembre 1968, et a une sensation plus molle que la version publiée. Cette version est censée comporter Al Kooper à la guitare, et peut-être aussi Keith Richards. Charlie Watts ou Capaldi jouent de la batterie sur cet enregistrement. Créditée à "Jagger/Richards", on ne sait pas exactement combien de Rolling Stones, à part Jagger, y ont réellement joué.
La troisième version de la chanson, caractérisée par sa guitare slide de Ry Cooder, est celle enregistrée pour la bande originale du film Performance, mettant en vedette Mick Jagger comme "Turner" du titre de la chanson. C'est la version la plus connue car elle figure en bonne place dans le film, avec Mick Jagger, dans le rôle de Turner, qui le synchronise sur les lèvres.. Ce morceau est enregistré à Los Angeles au début des années 1970 et utilise la piste vocale de la première version lente. La bande du chant de Jagger a été envoyée à Jack Nitzsche, où toutes les parties musicales ont été enregistrées par Ry Cooder à la guitare slide, Russ Titelman (guitare), Randy Newman (piano), Jerry Scheff (basse) et Gene Parsons (batterie).
Outre les arrangements différents entre les deux versions publiées, de légers changements ont également été apportés aux paroles.

## Analyse artistique
Le morceau est décrit comme Jagger :

« ... met sa meilleure voix traînante pour parler et chanter pour les paroles, racontant des mini scènes bizarres de comportements de gangsters décadents et cruels... La musique n'est cependant pas sombre ; c'est plutôt dans une veine sournoise et ironique, comme pour illustrer la joie insensible et insouciante que les gangsters prennent dans de telles pitreries. Il ne s’agit cependant pas d’une célébration de la mentalité de gangster, mais plutôt d’un regard subtil et moqueur sur sa décadence, avec des notes d’homosexualité réprimée et des images presque horribles de comportement de violence gratuite. »

Les paroles sur « l'homme qui travaille la machine douce » peuvent être une référence au roman de William S. Burroughs, The Soft Machine. Burroughs et l'écrivain Robert Palmer assument ce lien dans une interview accordée au magazine Rolling Stone en 1972, et de forts thèmes burroughsiens sont contenus dans le film.

## Parution et réception
La version de Memo from Turner enregistrée avec Ry Cooder utilisée pour le film Performance est publiée en single solo de Mick Jagger le 23 octobre 1970 au Royaume-Uni.
Elle a été rééditée en octobre 2007 sur un album de compilation rétrospectif de 17 chansons The Very Best of Mick Jagger, faisant une réapparition en tant qu'effort solo de Jagger. Après sa sortie originale en 1970, elle est incluse sur les compilations des Rolling Stones, telles que Singles Collection: The London Years (1989) en tant que morceau crédité au partenariat d'écriture de chansons Jagger/Richards.
Memo from Turner a été classé no 92 dans la liste du Rolling Stone des 100 plus grandes chansons de guitare.
Le critique musical Robert Christgau a déclaré : « La version scabreuse et tordue de Jagger de Memo From Turner est son adieu aux années 60. »

## Reprises
Debbie Harry a interprété cette chanson lors de plusieurs concerts de sa tournée « Debravation » (1993-1994). Une reprise plus douce a été interprétée par Patty Palladin juste avant et pendant le générique de Donald Cammell: The Ultimate Performance (Kevin Macdonald, Chris Rodley, 1998). Il s'agissait d'un documentaire sur Donald Cammell, qui a réalisé Performance (1970), mettant en vedette Mick Jagger (entre autres).
Ronnie Wood a interprété Memo from Turner en concert lors de divers concerts en club en 1987-1988, y compris certains de ses concerts avec Bo Diddley.
Martin Scorsese a utilisé le morceau - la version solo de Mick Jagger, créditée à tort comme la version des Rolling Stones - dans une scène des Affranchis où le personnage de Ray Liotta, Henry Hill, se rend à l'hôpital pour récupérer son frère après avoir tenté en vain de vendre des silencieux pour pistolet. à Jimmy Conway.